# Manuel de Falla
Manuel Maria de Falla y Matheu (còn được gọi là Manuel de Falla, sinh 1876 tại Cádiz, mất năm 1946 tại Alta Gracia de Córdoba, Argentina) là nhà soạn nhạc, nghệ sĩ đàn piano người Tây Ban Nha. Ông là một trong những nhà soạn nhạc lớn của âm nhạc Tây Ban Nha.

## Cuộc đời và sự nghiệp
Manuel de Falla được bà vú nuôi người vùng Andalousie hát ru với tất cả các giai điệu dân ca trong vùng nên sớm có tình yêu với âm nhạc và năm 13 tuổi được học piano. Thiên hướng sáng tác chỉ xuất hiện rõ rệt lúc ông 17 tuổi khi ông được nghe một bản giao hưởng của Beethoven. Sau khi theo học âm nhạc 3 năm ở Madrid, ông đã sáng tác nhiều vở zarzuela, một loại ca kịch nhỏ của Tây Ban Nha, nhưng không thành công. Và rồi ông có một nhận định quan trọng với cuộc đời: Paris là trung tâm lớn về âm nhạc, để có cơ sở âm nhạc vững chắc thì phải sang đó. Ông sang thủ đô của Pháp vào năm 1907, mang theo vở opera Cuộc đời ngắn ngủi, một thử nghiệm mới trong lĩnh vực của nhà soạn nhạc Tây Ban Nha, làm tấm giấy giới thiệu. Ông được học ở đó từ những nhà soạn nhạc xuất sắc nhất của Pháp lúc đó. Ông cũng được kính trọng bởi hoài bão phát triển nền âm nhạc chuyên nghiệp Têy Ban Nha. Thời gian ở đất nước Pháp là lúc ông làm việc say sưa và những tác phẩm được sáng tác khi còn ở trong nước như opera Cuộc đời ngắn ngủi, 4 tiểu phẩm Tây Ban Nha, 7 ca khúc Tây Ban Nha được nâng thêm một tầm cao mới. Trong lúc đó, ông bắt đầu những dự đinh sáng tác mới. Năm 1914, Thế chiến I nổ ra, Falla phải trở về quê nhà. Đây là lúc ông có những tác phẩm xuất sắc nhất: vở ballet Tình yêu phù thủy có điệu Múa lửa khá nổi tiếng, Chiếc mũ ba sừng, Nhà hát của thầy Pedro, Đêm trong các khu vườn Tây Ban Nha, Concerto cho đàn clavecin. Năm 1926, ông bắt đầu viết một bản cantata sân khấu đồ sộ có tên Atlándia nhưng lại bị bỏ dở, sau được E. Halffter viết nốt. Năm 1939, sau khi chỉ huy 4 buổi hòa nhạc tại Buenos Aires, ông định cư tại Argentina và mất đây.

## Các tác phẩm
Ông viết các vở opera Cuộc đời ngắn ngủi (1904-1905), Nhà hát của thầy Pedro (1919-1922); các vở ballet Tình yêu phù thủy (1915), Chiếc mũ ba sừng (1919); bản cantata Átlandia; Đêm trong các khu vườn Tây Ban Nha cho piano và dàn nhạc giao hưởng (1909-1915); 2 tổ khúc trích từ Chiếc mũ ba sừng; các tác phẩm dành cho piano, nổi bật có Pedrelliana (1938), Tưởng nhớ Debussy (1920, chuyển soạn cho dàn nhạc năm 1939), Tưởng nhớ Paul Dukas (1935, chuyển soạn cho dàn nhạc năm 1939); concerto cho đàn clavecin được biều bởi sáo, oboe, clarinet, violin và cello (1926); Fantasia Bética (1919); tổ khúc 7 dân ca Tây Ban Nha được cải biên; các bản romance, ca khúc.